# Sofron Witwicki
Sofron Witwicki, ukr. Софрон Витвицький, Sofron Wytwyćkyj, ur. 14 czerwca 1819, zm. 29 października 1879) – pisarz, etnograf Huculszczyzny, ksiądz greckokatolicki, poseł do Sejmu Krajowego Galicji I kadencji oraz Rady Państwa.
Proboszcz Żabia od 1855 r. W Żabiu gościł Oskara Kolberga, któremu pomagał w gromadzeniu materiałów do monografii o Pokuciu.
Pisał po polsku i ukraińsku, głównie o etnografii huculskiej.
Wybrany do Sejmu z IV kurii obwodu Kołomyja, z okręgu wyborczego Kosów-Kuty. Złożył mandat poselski po I sesji Sejmu Krajowego Galicji, w 1863 na jego miejsce wybrano Kostia Łepkaluka.

## Literatura
- Stanisław Grodziski: Sejm Krajowy Galicyjski 1861-1914. Warszawa: Wydawnictwo Sejmowe, 1993. ISBN 83-7059-052-7.
- Українські драматичні вистави в Галичині в першій половині XIX століття. [W:] Записки НТШ. T. 88, ks. 2. Lwów, 1909, s. 62–64. (ukr.)